# Fry (kommunhuvudort)
Fry (Fri) är en kommunhuvudort i Grekland.   Den ligger i prefekturen Nomós Dodekanísou och regionen Sydegeiska öarna, i den sydöstra delen av landet, 400 km sydost om huvudstaden Aten. Fry ligger 1 meter över havet och antalet invånare är 357. Den ligger på ön Nisí Kásos.
Terrängen runt Fry är kuperad åt sydost, men åt nordväst är den platt. Havet är nära Fry norrut.  Närmaste större samhälle är Agía Marína, 1,2 km väster om Fry. Trakten runt Fry består i huvudsak av gräsmarker.